# Междуморье

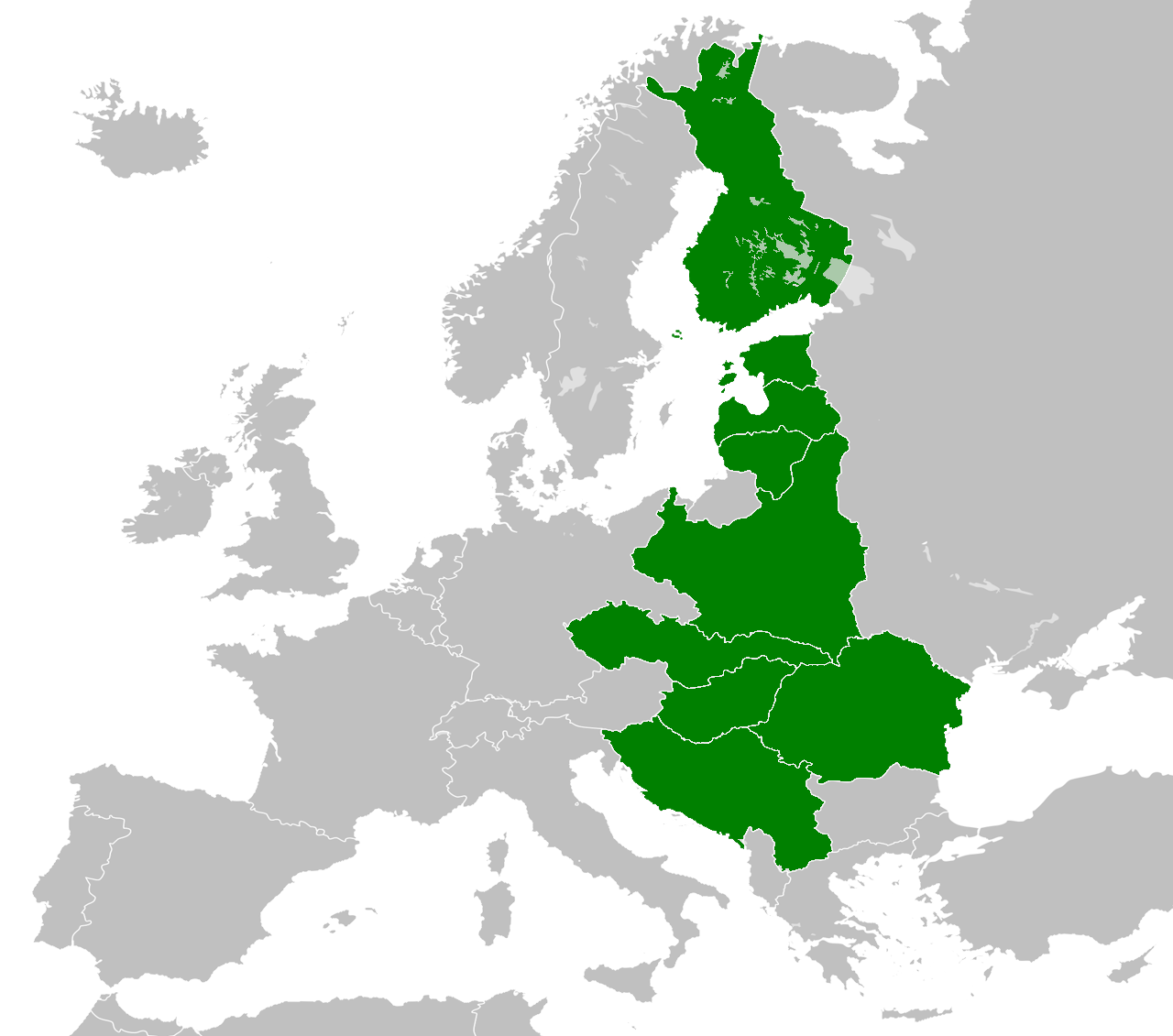
Карта несостоявшейся конфедерации

«Междумо́рье» (пол. Międzymorze, то есть «земля между морями», в латинизированном виде — лат. Intermarium) — проект объединения стран между Балтийским, Чёрным и Адриатическим морями в рамках единого конфедеративного государства под верховенством Польши, выдвинутый Юзефом Пилсудским после Первой мировой войны. В перспективе конфедерация должна была включать Польшу, Украину, Белоруссию, Литву, Латвию, Эстонию, Молдавию, Венгрию, Румынию, Югославию, Чехословакию, а также, возможно, Финляндию.

## Предыстория
Идеи создания федерации или конфедерации славянских стран без России существовали на протяжении всего XIX века (проекты Г. Л. Андрузского и др.).

## Концепция
Идея создания Междуморья в описанном выше виде и конкретно под таким названием возникла в период распада Австро-Венгерской империи в соответствии с положениями Версальского мирного договора, положившего конец Первой мировой войне, а также Сен-Жерменского и Трианонского договоров, определявших мироустройство в послевоенной Европе. Пилсудский считал, что создание Междуморья позволит государствам Центральной Европы противостоять российскому и немецкому империализму. Проект Междуморья дополнял другое геополитическое видение Пилсудского — прометеизм, целью которого было ослабление и расчленение Российской империи и, впоследствии, Советского Союза, путём разжигания в нём национализма и сепаратизма, и лишение её в итоге своих территориальных приобретений.
Проект конфедеративного государства основывался на идее возрождения Речи Посполитой, однако план маршала Юзефа Пилсудского столкнулся с сопротивлением как за границей, так и внутри страны. Идею опротестовали РСФСР и все западные державы, за исключением Франции. Украинские, белорусские и литовские националисты опасались, что в объединённом государстве неполяки (а особенно некатолики) окажутся в положении граждан второго сорта. Долго культивируемая Романом Дмовским формула «если поляк, то католик» также создала основания для взаимного недоверия между православными и католиками. Концепция Пилсудского встретила сопротивление в самой Польше, предпочитая идеи многоэтнической конфедерации унитарное польское национальное государство. Лидер национал-демократов Роман Дмовский выступал за этнически однородную Польшу, в которой меньшинства будут полонизированы. На протяжении двух десятилетий после краха идеи Междуморья все государства, которые должны были стать членами конфедерации (кроме Финляндии), оказались в зоне влияния СССР и Нацистской Германии.
В ходе советско-польской войны 1919—1921 годов Польше удалось военным путём занять Западную Украину и Западную Белоруссию, а также часть Литвы. После смерти Пилсудского продолжателем его геополитических идей стал министр иностранных дел Польши Юзеф Бек, которые в конце 1930-х годов эволюционировали в концепцию «Третьей Европы» — союза стран Восточной Европы, имевшего целью укрепить политическое влияние Польши в Европе. Однако это предложение не получило большого распространения, так как заинтересованность высказали только Венгрия, Латвия и Эстония.
В результате советско-польской войны 1939 года присоединённые Польшей территории в 1921 году перешли к Советскому Союзу и были разделены между Украинской ССР, Белорусской ССР и Литовской Республикой (с 1940 года — Литовской ССР), и концепция Пилсудского о федерации стран Центральной и Восточной Европы на основе польско-украинской оси потеряла шансы на реализацию.
В конце 1930-х и начале 1940-х годов идея союза земель, лежащих между Балтийским, Чёрным, Эгейским и Адриатическим морями была возрождена правительством Польши в изгнании под руководством Владислава Сикорского. Первым этапом её реализации стали переговоры между греческим, югославским, чехословацким и польским правительствами в изгнании, которые прошли в 1942 году. Они предполагали создание Польско-Чехословацкой конфедерации и Греко-Югославской конфедерации. Эти действия и идеи были негативно восприняты как СССР, так и союзниками.
6 августа 2015 года президент Польши Анджей Дуда в своей инаугурационной речи объявил о планах создания регионального альянса государств Центральной Европы по образцу концепции Междуморья, получившего впоследствии название Инициатива трёх морей.
В мае 2023 года в Киеве был основан аналитический центр Институт «Интермариум», который, как уже следует из его названия, занимается исследованием общественно-политических процессов стран Междуморья. Основателями Института «Интермариум» являются украинские ученые, эксперты и общественные деятели — Валентин Гайдай, Андрей Мартынов, Владимир Воля, Лолита Криницкая и другие. Целью деятельности Института является консолидация усилий, направленных на распространение, развитие и популяризацию идей Интермариума (Междуморья), украиноцентризма, традиционных ценностей, углубления политического, общественного, научного, экономического и всестороннего диалога Украины с ее западными партнерами и соседями, прежде всего — с странами Северной, Центральной и Юго-Восточной Европы, странами Южного Кавказа (Закавказье), Турцией и Великобританией.